# Butorides sundevalli
L'airone lavico (Butorides sundevalli), noto anche come Airone delle Galapagos, è una specie di airone endemica delle Isole Galapagos. L'adulto è di un grigio ardesia, che aiuta a confondersi con la lava solidificata. Le piume posteriori hanno in genere una lucentezza argentea e ha una piccola cresta sulla sua testa. Questi uccelli sono molto territoriali e si trovano nelle zone intertidali e nei boschi di mangrovie su tutte le Isole Galapagos.
L'airone lavico mangia piccoli granchi e pesci ed è noto per mangiare anche le mosche che raccoglie nei pressi di cactus. A differenza della maggior parte degli altri aironi, questi uccelli nidificano in coppie solitarie nei rami inferiori di alberi di mangrovie o sotto le rocce laviche. Sono degli uccelli temerari e non hanno paura dell'uomo.